# گئورگیوس اورفانیدیس
گئورگیوس اورفانیدیس (یونانی: Γεώργιος Ορφανίδης؛ ۱۸۵۹ – ۱۹۴۲) یک تیرانداز اهل یونان بود.
از افتخارات وی می‌توان به کسب مدال طلا تفنگ سه وضعیت ۳۰۰ متر آزاد و مدال نقره تپانچه آتش سریع ۲۵ متر در بازی‌های المپیک تابستانی ۱۸۹۶ اشاره کرد.